# بینونیدو مارانیون
بینونیدو مارانیون (اسپانیایی: Bienvenido Marañón Morejón‎؛ زادهٔ ۱۵ مهٔ ۱۹۸۶) بازیکن فوتبال اهل اسپانیا است.
از باشگاه‌هایی که در آن بازی کرده‌است می‌توان به باشگاه فوتبال کادیس و باشگاه فوتبال سئرس نیگروس اشاره کرد.
وی همچنین در تیم ملی فوتبال فیلیپین بازی کرده‌است.